# Campionato di Extreme E 2021
Il Campionato di Extreme E 2021 è stata la prima stagione della categoria di rally elettrico Extreme E. La stagione ha avuto inizio il 3 aprile con il Desert X Prix in Arabia Saudita e si è conclusa il 19 dicembre in Inghilterra.

## Calendario
| Tappa | Date           | Evento               | Sede           | Superficie |
| ----- | -------------- | -------------------- | -------------- | ---------- |
| 1     | 3–4 aprile     | Desert X Prix 2021   | Arabia Saudita | Sabbia     |
| 2     | 29–30 maggio   | Ocean X Prix 2021    | Senegal        | Sabbia     |
| 3     | 28–29 agosto   | Arctic X Prix 2021   | Groenlandia    | Ghiaccio   |
| 4     | 23–24 ottobre  | Island X Prix 2021   | Italia         | Sabbia     |
| 5     | 18–19 dicembre | Jurassic X Prix 2021 | Regno Unito    | Terra      |

## Squadre e piloti
Nel settembre 2019, Extreme E ha pubblicato una lista di piloti che hanno confermato l'interesse o la possibilità di partecipare alla competizione. A novembre la lista è stata ampliata. Ogni squadra è formata da un due piloti, un uomo e una donna. Tutte le squadre hanno la medesima vettura, una Spark Odyssey 21, con la possibilità di personalizzare il gruppo motopropulsore.

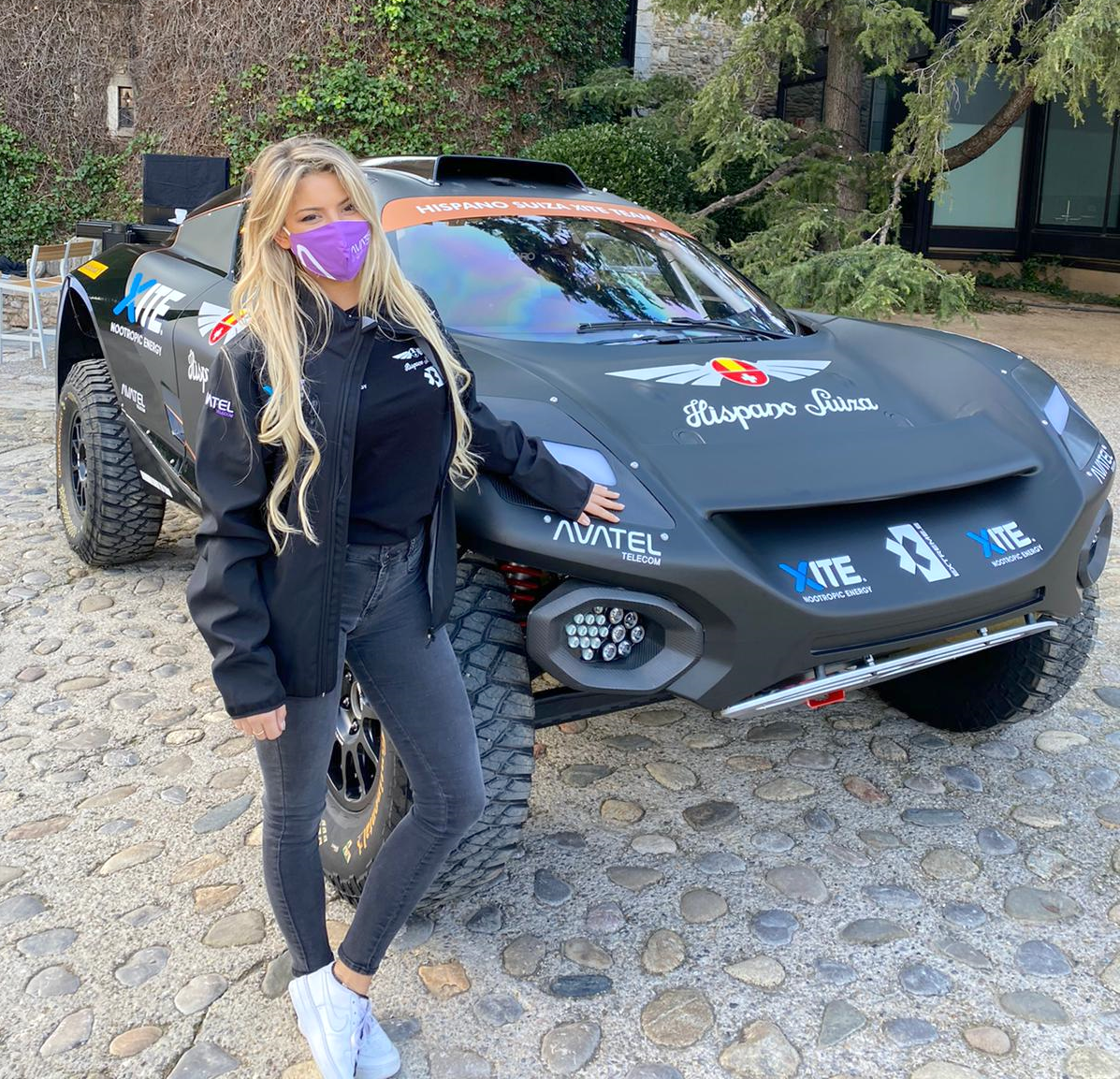
Christine Giampaoli Zonca a fianco all'Odyssey del team Hispano-Suiza Xite Energy Team.

| Squadra                     | N°  | Piloti                    | Gare  |
| --------------------------- | --- | ------------------------- | ----- |
| Abt Cupra XE                | 125 | Claudia Hürtgen           | 1     |
| Abt Cupra XE                | 125 | Jutta Kleinschmidt        | 2-5   |
| Abt Cupra XE                | 125 | Mattias Ekström           | Tutti |
| Acciona \| Sainz XE Team    | 55  | Laia Sanz                 | Tutti |
| Acciona \| Sainz XE Team    | 55  | Carlos Sainz              | Tutti |
| Andretti United Extreme E   | 23  | Catie Munnings            | Tutti |
| Andretti United Extreme E   | 23  | Timmy Hansen              | Tutti |
| SEGI TV Chip Ganassi Racing | 99  | Kyle LeDuc                | Tutti |
| SEGI TV Chip Ganassi Racing | 99  | Sara Price                | Tutti |
| Xite Energy Racing          | 42  | Christine GZ              | Tutti |
| Xite Energy Racing          | 42  | Oliver Bennett            | Tutti |
| JBXE                        | 22  | Mikaela Åhlin-Kottulinsky | Tutti |
| JBXE                        | 22  | Jenson Button             | 1     |
| JBXE                        | 22  | Kevin Hansen              | 2-5   |
| Rosberg X Racing            | 06  | Molly Taylor              | Tutti |
| Rosberg X Racing            | 06  | Johan Kristoffersson      | Tutti |
| Veloce Racing               | 05  | Jamie Chadwick            | 1–2,5 |
| Veloce Racing               | 05  | Emma Gilmour              | 3-4   |
| Veloce Racing               | 05  | Stéphane Sarrazin         | 1–4   |
| Veloce Racing               | 05  | Lance Woolridge           | 5     |
| X44                         | 44  | Cristina Gutiérrez        | Tutti |
| X44                         | 44  | Sébastien Loeb            | Tutti |

## Risultati
| Gara | Nome gara                                         | Podio | Podio | Podio                                    | Podio                     | Podio        | Podio        |
| Gara | Nome gara                                         | Pos.  | N°    | Piloti                                   | Squadra                   | Tempo finale | Punti totali |
| ---- | ------------------------------------------------- | ----- | ----- | ---------------------------------------- | ------------------------- | ------------ | ------------ |
| 1    | Desert X Prix 2021 (3–4 aprile) — Resoconto       | 1     | 6     | Molly Taylor / Johan Kristoffersson      | Rosberg X Racing          | 11'29"746    | 35           |
| 1    | Desert X Prix 2021 (3–4 aprile) — Resoconto       | 2     | 44    | Cristina Gutiérrez / Sébastien Loeb      | X44                       | +23"736      | 30           |
| 1    | Desert X Prix 2021 (3–4 aprile) — Resoconto       | 3     | 23    | Catie Munnings / Timmy Hansen            | Andretti United Extreme E | +1'38"098    | 28           |
|      |                                                   |       |       |                                          |                           |              |              |
| 2    | Ocean X Prix 2021 (29–30 maggio) — Resoconto      | 1     | 6     | Molly Taylor / Johan Kristoffersson      | Rosberg X Racing          | 21'52"101    | 36           |
| 2    | Ocean X Prix 2021 (29–30 maggio) — Resoconto      | 2     | 5     | Jamie Chadwick / Stéphane Sarrazin       | Veloce Racing             | +14"676      | 27           |
| 2    | Ocean X Prix 2021 (29–30 maggio) — Resoconto      | 3     | 22    | Mikaela Åhlin-Kottulinsky / Kevin Hansen | JBXE                      | +2 giri      | 27           |
|      |                                                   |       |       |                                          |                           |              |              |
| 3    | Arctic X Prix 2021 (28–29 agosto) — Resoconto     | 1     | 23    | Catie Munnings / Timmy Hansen            | Andretti United Extreme E | 13:13.239    |              |
| 3    | Arctic X Prix 2021 (28–29 agosto) — Resoconto     | 2     | 22    | Mikaela Åhlin-Kottulinsky / Kevin Hansen | JBXE                      | +4.159       |              |
| 3    | Arctic X Prix 2021 (28–29 agosto) — Resoconto     | 3     | 55    | Carlos Sainz / Laia Sanz                 | Acciona \| Sainz XE Team  | +22.866      |              |
|      |                                                   |       |       |                                          |                           |              |              |
| 4    | Island X Prix 2021 (23–24 ottobre) — Resoconto    | 1     | 6     | Molly Taylor / Johan Kristoffersson      | Rosberg X Racing          | 11:42.963    |              |
| 4    | Island X Prix 2021 (23–24 ottobre) — Resoconto    | 2     | 125   | Jutta Kleinschmidt / Mattias Ekström     | Abt Cupra XE              | +24.588      |              |
| 4    | Island X Prix 2021 (23–24 ottobre) — Resoconto    | 3     | 22    | Mikaela Åhlin-Kottulinsky / Kevin Hansen | JBXE                      | +1 giro      |              |
|      |                                                   |       |       |                                          |                           |              |              |
| 5    | Jurassic X Prix 2021 (18–19 dicembre) — Resoconto | 1     | 44    | Cristina Gutiérrez / Sébastien Loeb      | X44                       | 9:20.609     |              |
| 5    | Jurassic X Prix 2021 (18–19 dicembre) — Resoconto | 2     | 22    | Mikaela Åhlin-Kottulinsky / Kevin Hansen | JBXE                      | +3.613       |              |
| 5    | Jurassic X Prix 2021 (18–19 dicembre) — Resoconto | 3     | 23    | Catie Munnings / Timmy Hansen            | Andretti United Extreme E | +14.735      |              |

## Classifiche

### Punteggio
Verranno assegnati punti sia al termine delle qualifiche che al termine della gara; la gara sarà costituita da una finale, alla quale accederanno le prime due classificate in ciascuna semifinale, mentre le ultime tre contendenti si giocheranno le posizioni finali in un'ulteriore gara di spareggio chiamata Shootout Race.
| Qualifiche | Qualifiche | Qualifiche | Qualifiche | Qualifiche | Qualifiche | Qualifiche | Qualifiche | Qualifiche | Qualifiche |
| ---------- | ---------- | ---------- | ---------- | ---------- | ---------- | ---------- | ---------- | ---------- | ---------- |
| Posizione  | 1ª         | 2ª         | 3ª         | 4ª         | 5ª         | 6ª         | 7ª         | 8ª         | 9ª         |
| Punti      | 12         | 11         | 10         | 9          | 8          | 7          | 6          | 5          | 4          |

| Gara      | Gara   | Gara   | Gara   | Gara   | Gara          | Gara          | Gara          | Gara          | Gara          |
|           | Finale | Finale | Finale | Finale | Semifinalisti | Semifinalisti | Shootout Race | Shootout Race | Shootout Race |
| --------- | ------ | ------ | ------ | ------ | ------------- | ------------- | ------------- | ------------- | ------------- |
| Posizione | 1ª     | 2ª     | 3ª     | 4ª     | 5ª            | 6ª            | 7ª            | 8ª            | 9ª            |
| Punti     | 25     | 19     | 18     | 15     | 12            | 10            | 8             | 6             | 4             |

### Classifica piloti
Vengono indicati soltanto i piazzamenti ottenuti nella gara della domenica e non quelli totalizzati nelle qualifiche.
Solo i migliori quattro risultati X-Prix contano per il campionato piloti.
| Pos. | Pilota                    | DES | OCE | ARC | ISL | JUR | Punti     |
| ---- | ------------------------- | --- | --- | --- | --- | --- | --------- |
| 1    | Johan Kristoffersson      | 1   | 1   | 5   | 1   | 4   | 133 (155) |
| 1    | Molly Taylor              | 1   | 1   | 5   | 1   | 4   | 133 (155) |
| 2    | Cristina Gutiérrez        | 3   | 4   | 4   | 5   | 1   | 129 (145) |
| 2    | Sébastien Loeb            | 3   | 4   | 4   | 5   | 1   | 129 (145) |
| 3    | Catie Munnings            | 2   | 9   | 1   | 6   | 3   | 103 (112) |
| 3    | Timmy Hansen              | 2   | 9   | 1   | 6   | 3   | 103 (112) |
| 4    | Mikaela Åhlin-Kottulinsky | 6   | 3   | 2   | 3   | 2   | 102 (119) |
| 4    | Kevin Hansen              |     | 3   | 2   | 3   | 2   | 102       |
| 5    | Carlos Sainz              | 4   | 8   | 3   | 7   | 5   | 90 (100)  |
| 5    | Laia Sanz                 | 4   | 8   | 3   | 7   | 5   | 90 (100)  |
| 6    | Mattias Ekström           | 7   | 5   | 7   | 2   | 7   | 87 (100)  |
| 6    | Jutta Kleinschmidt        |     | 5   | 7   | 2   | 7   | 87        |
| 7    | Sara Price                | 8   | 7   | 9   | 4   | 8   | 60 (70)   |
| 7    | Stéphane Sarrazin         | NP  | 2   | 6   | 8   |     | 60        |
| 11   | Kyle LeDuc                | 8   | 7   | 9   | 4   | 8   | 59 (69)   |
| 9    | Christine GZ              | 5   | 6   | 8   | 9   | 9   | 55 (63)   |
| 9    | Oliver Bennett            | 5   | 6   | 8   | 9   | 9   | 55 (63)   |
| 10   | Jamie Chadwick            | NP  | 2   |     |     | 6   | 48        |
| 11   | Emma Gilmour              |     |     | 6   | 8   |     | 29        |
| 12   | Jenson Button             | 6   |     |     |     |     | 17        |
| 12   | Lance Woolridge           |     |     |     |     | 6   | 17        |
| 13   | Claudia Hürtgen           | 7   | NP  |     |     |     | 13        |
| Pos. | Pilota                    | DES | OCE | ARC | ISL | JUR | Punti     |

| Colore  | Risultato                |
| ------- | ------------------------ |
| Oro     | Vincitore                |
| Argento | 2º posto                 |
| Bronzo  | 3º posto                 |
| Verde   | Finito a punti           |
| Blu     | Finito senza punti       |
| Blu     | Non classificato (NC)    |
| Viola   | Ritirato (Rit)           |
| Nero    | Squalificato (SQ)        |
| Nero    | Escluso (ES)             |
| Bianco  | Non ha gareggiato        |
| Bianco  | Iscrizione ritirata (WD) |
| Bianco  | Non partito (NP)         |
| Bianco  | Gara cancellata (C)      |

### Classifica squadre
Vengono indicati soltanto le ottenuti nella gara della domenica e non quelli totalizzati nelle qualifiche.
| Pos. | Squadra                     | DES | OCE | ARC | ISL | JUR | Punti |
| ---- | --------------------------- | --- | --- | --- | --- | --- | ----- |
| 1    | Rosberg X Racing            | 1   | 1   | 5   | 1   | 4   | 155   |
| 2    | X44                         | 3   | 4   | 4   | 5   | 1   | 155   |
| 3    | JBXE                        | 6   | 3   | 2   | 3   | 2   | 119   |
| 4    | Andretti United Extreme E   | 2   | 9   | 1   | 6   | 3   | 117   |
| 5    | Abt Cupra XE                | 7   | 5   | 7   | 2   | 7   | 100   |
| 6    | Acciona Sainz XE Team       | 4   | 8   | 3   | 7   | 5   | 100   |
| 7    | Veloce Racing               | NP  | 2   | 6   | 8   | 6   | 77    |
| 8    | SEGI TV Chip Ganassi Racing | 8   | 7SS | 9   | 4   | 8   | 74    |
| 9    | Xite Energy Racing          | 5   | 6   | 8   | 9   | 9   | 63    |
| Pos. | Pilota                      | DES | OCE | ARC | ISL | JUR | Punti |

| Colore  | Risultato                |
| ------- | ------------------------ |
| Oro     | Vincitore                |
| Argento | 2º posto                 |
| Bronzo  | 3º posto                 |
| Verde   | Finito a punti           |
| Blu     | Finito senza punti       |
| Blu     | Non classificato (NC)    |
| Viola   | Ritirato (Rit)           |
| Nero    | Squalificato (SQ)        |
| Nero    | Escluso (ES)             |
| Bianco  | Non ha gareggiato        |
| Bianco  | Iscrizione ritirata (WD) |
| Bianco  | Non partito (NP)         |
| Bianco  | Gara cancellata (C)      |